# X Puchar Gordona Bennetta (balonowy)
X Puchar Gordona Bennetta – zawody balonów wolnych o Puchar Gordona Bennetta zorganizowane w 1921 w Brukseli. Zawody rozpoczęły się 18 września na terenach powystawowych w Solbosch.

## Regulamin
Po raz pierwszy w historii zawodów określono granicę, której nie wolno przekraczać. Zawodnicy mogli dokonać przelotu do 25 stopnia długości. Na wschód, za tą linią wyniki miały nie być uznane. Takie ograniczenie było spowodowane sytuacją polityczną w Rosji.

## Historia
Po wygranej E. Demuytera w 1920 roku zawody zostały zorganizowane przez Belgię. Zgłoszonych zostało 15 załóg, w tym  3 amerykańskie, 3 francuskie, 3 włoskie, 2 angielskie, 2 belgijskie, 1 hiszpańska oraz 1 szwajcarska. Ostatecznie wystartowało 14 załóg, gdyż nie przybyła 1 załoga włoska. Louis Ansermier i Paul Armbruster wystartowali na starym balonie Zurych, który brał udział w zawodach 1912 i 1913 roku. Po przyjeździe 15 września do Brukseli stwierdzili, że kosz wraz z przyrządami i innym wyposażeniem został zatrzymany przez celników. Musieli szybko dokupić potrzebne wyposażenie. Napełnianie balonów rozpoczęto w sobotę 17 września z trzygodzinną przerwą na dostarczenie gazu dla okolicznych mieszkańców. Belgijscy konstruktorzy Felix van den Bemden i Schaut zbudowali dla Demuytera nową, lżejszą o 90 kg Belgicę.

## Uczestnicy
| Zajęte miejsce | Balon               | Pojemność | Załoga pilot pomocnik pilota               | Kraj              | Czas lotu [h]     | Odległość [w km]  | Państwo Miejsce lądowania                                |
| -------------- | ------------------- | --------- | ------------------------------------------ | ----------------- | ----------------- | ----------------- | -------------------------------------------------------- |
| 1.             | Helwetia            |           | kpt. Paul Armbruster Louis Ansermier       | Szwajcaria        | 27:23             | 766,00            | Irlandia Wyspa Lambay                                    |
| 2.             | Margaret            |           | Arthur Charles Spencer Harold Ernest Allen | Wielka Brytania   |                   | 667,50            | Wielka Brytania Fishguard                                |
| 3.             | Aé. C. of America   |           | Ralph Upson C. G. Andrews                  | Stany Zjednoczone |                   | 664,50            | Wielka Brytania Cardigan                                 |
| 4.             | Banshee             |           | Frederick Alfred Baldwin Dunville          | Wielka Brytania   |                   | 661,00            | Wielka Brytania Larnau                                   |
| 5.             | Trionfale V         |           | Giuseppe di Valle Ferrero                  | Włochy            |                   | 617,00            | Wielka Brytania Aberayron                                |
| 6.             | Trionfale IX        |           | C. Barbanti Ugo Medori                     | Włochy            |                   | 613,00            | Wielka Brytania Swansea                                  |
| 7.             | La Marne            |           | Jules Dubois Henri Debray                  | Francja           |                   | 599,00            | Wielka Brytania Dolgellyau                               |
| 8.             | City of Akron       |           | Ward Tunte van Orman Willard Seiberling    | Stany Zjednoczone |                   | 565,00            | Wielka Brytania Exeter                                   |
| 9.             | Fernando Duro       |           | Eduardo Magdalena J.La Llave               | Hiszpania         |                   | 558,00            | Wielka Brytania Trekerbert (Cardiff)                     |
| 10.            | Liége-Yser          |           | kpt Mathieu Labrousse Puiget               | Belgia            |                   | 542,00            | Wielka Brytania Knighton                                 |
| 11.            | La Picardie         |           | Maurice Bienaimé Georges Ravaine           | Francja           |                   | 532,00            | Wielka Brytania Blanc-Olchees na północ od Pandy (Walia) |
| 12.            | Belgica             |           | Ernest Demuyter Alexander Veenstra         | Belgia            | 22:30             | 500,00            | Wielka Brytania Powerstock                               |
| 13.            | Ville de Lille      |           | Jean M. Combez Albert Combez               | Francja           |                   | 315,00            | Wielka Brytania Brighton                                 |
| -              | City of Saint-Louis |           | Bernard Von Hoffman J. S. McKibben         | Stany Zjednoczone | zdyskwalifikowany | zdyskwalifikowany | zdyskwalifikowany                                        |

## Przebieg zawodów
Kolejność startu balonów: Banshee (Wieka Brytania),  Picardie (Francja),  Aé. C. of America (USA), Trionfale-IX (Włochy), Fernando Duro (Hiszpania), Zurich (Szwajcaria), Belgica (Belgia), Margaret (Wielka Brytania),  Marne (Francja),  City of Saint-Louis (USA), Trionfale VI (Włochy), Liége-Yser (Belgia), Ville de Lille (Fracja), City of Akron (USA).  Start rozpoczęto o godzinie 16:00 czasu miejscowego. Podczas startu Demuyter musiał wciągnąć do kosza żołnierza, który zaplątał się w linę balonu. Balon Liége-Yser  pilotowany przez porucznika Labroussa uderzył w drzewo, ale na szczęście nie został uszkodzony i mógł kontynuować wyścig. Pogoda była zła przez porywisty wiatr. Obawiano się, że będzie wiał w kierunku wschodnim, a zawodnicy nie chcieli lądować w Rosji. Jednak balony poleciały w kierunku Wielkiej Brytanii. Paul Ambruster wylądował na wyspie Lambay, na zachodnim wybrzeżu Irlandii zdobywając puchar dla Szwajcarii. Amerykanin Van Hoffman wylądował w Kanale Świętego Jerzego. Podczas utraty wysokości przez balon drugi pilot Mac Kibben został ranny w głowę przez pierścień obciążeniowy i wyrzucony do wody. Załogą amerykańska została wyłowiona na pokład statku. Za naruszenie regulaminu, który uznawał lądowanie wyłącznie na lądzie został zdyskwalifikowany. 27 września komisja zawodów zatwierdziła i podała wyniki. 